# Vivaction
Créé en 1995, Vivaction est un opérateur de télécommunications français. Il se présente comme l'opérateur téléphonique B2B de référence. En tant que MVNO, l’opérateur propose aux entreprises des offres complètes de téléphonie fixe (voix traditionnelle et VoIP), téléphonie mobile, Internet (ADSL, SDSL) et même de la conférence téléphonique (conf-call). Son réseau mobile est celui d’Orange.

## Historique
1995 :
- Lancement des premières offres de téléphonie filaire

2000 :
- Lancement de l’activité Fournisseur d’Accès Internet (FAI)

2001 :
- Rachat de l'opérateur Corail Telecom [1]

2002 :
- Rachat de Telecom Partners [2]
- Obtention de la licence d’opérateur en télécommunication ARCEP [3]

2004 : 
- Lancement des premières offres VOIP [4]
- Rachat de First Telecom [5]

2005 à 2009 : 
- Internationalisation des activités [6]

2010 : 
- Ouverture de réseaux en marque propre dans les DOM (Martinique et Guadeloupe)

2011 : 
- Lancement de l’activité E-Commerce

2013 :
- Lancement des solutions « Business travelers »

## Les activités de Vivaction
- Entreprises : profession libérale - TPME - Grands Comptes

- Manufacturiers : mise à disposition des opérateurs de Télécoms de routes de télécommunications internationales.

Cette activité consiste à gérer des autoroutes de télécommunications permettant de traiter une partie des volumes de minutes des principaux opérateurs téléphoniques du monde entier. 
Vivaction a développé une compétence dans la gestion de routes à destination des régions suivantes : le Maghreb, l'Amérique Latine, la Martinique et la Guadeloupe.
- Centre d'appel : une spécialisation et un accompagnement des centres d'appels outre-mers.

Vivaction a ouvert début 2008, à Casablanca (Maroc),  une filiale au capital de 6 000 000 Dirham marocains (MAD) (540 000 €).